# Symplecta (Psiloconopa) denali
Symplecta (Psiloconopa) denali is een tweevleugelige uit de familie steltmuggen (Limoniidae). De soort komt voor in het Nearctisch gebied.